# Wolfsburg (Bornheim)
Die Wolfsburg, auch Broicher Hof genannt, ist eine ehemalige Wasserburg im Bornheimer Stadtteil Roisdorf (An der Wolfsburg) im Rhein-Sieg-Kreis in Nordrhein-Westfalen.

## Geschichte
Vermutlich geht die Gründung der Wasserburg vor das 15. Jahrhundert zurück. 1468 war die befestigte Anlage als "bruchen huis" im Besitz der Familie von Metternich, bevor sie gegen Ende des 16. Jahrhunderts an die (namensgebende) Familie Wolff von Bergheimerdorf überging. 1626 wurde die hakenförmige Hauptburg um einen Querbau ergänzt, so dass eine dreiflügelige Anlage auf geschlossenem quadratischem Grundriss entstand. Vermutlich spielte die Burg 1583 im Truchsessischen Krieg als Fliehburg eine Rolle. 1721 war die Burg im Besitz der Familie von Waldbott-Bassenheim, die Umbauten an der Hauptburg vornehmen ließ und die Vorburg zur Gänze erneuerte.
Im frühen 19. Jahrhundert versuchte Freiherr Gerhard von Carnap Roisdorf zu einem Kurort zu erweitern, wobei die Wolfsburg als Ausflugsziel diente. Gäste der Wolfsburg waren unter anderen Ernst Moritz Arndt und der preußische Kronprinz Friedrich Wilhelm IV. 1888 erwarb der Ortsvorsteher Wilhelm Rech das Anwesen; es ist bis heute im Familienbesitz.

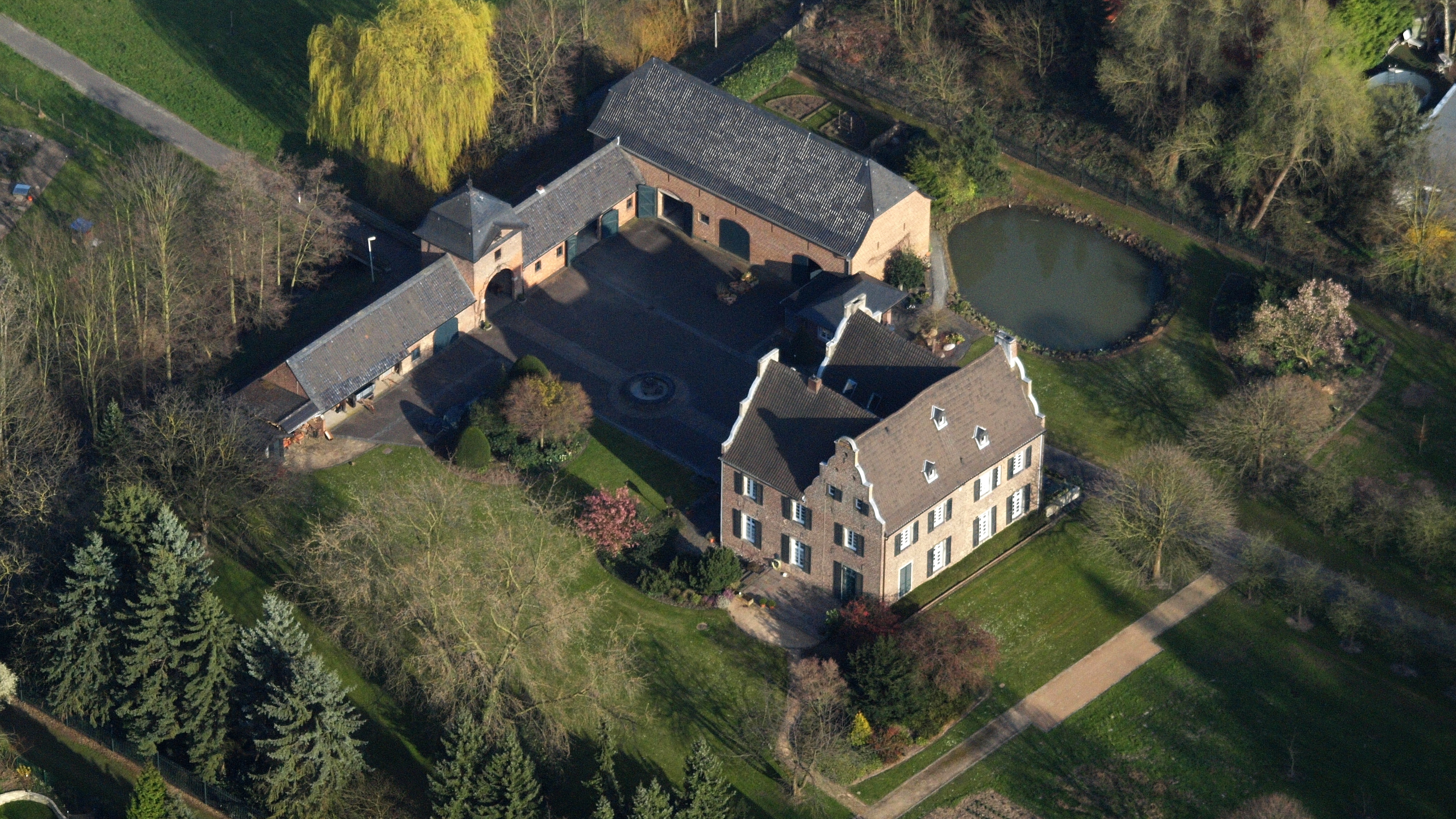
Wolfsburg, Luftaufnahme aus nordwestlicher Richtung

## Beschreibung
Die Burganlage aus Backstein gemauert, eine typische rheinische Wasserburg mit Haupt- und Vorburg (Wirtschaftshof) vermutlich verbunden über eine Zugbrücke, war bis in die erste Hälfte des 19. Jahrhunderts von Wassergräben umgeben, die heute nur noch zu erahnen sind.
Die Eisenanker des Dachgeschosses mit geschweiften Giebel der rheinischen Spätrenaissance zeigen die Jahreszahl „1626“, was darauf deutet, dass die Burg zu dieser Zeit ihre heutige Form erhielt.
1721, im Besitz der Familie von Waldbott-Bassenheim, erhielt die Vorburg ihren Barockstil. Aus dieser Zeit stammt auch der Torturm.

„Der Name der Wolfsburg war seit jeher Anlass zu Mutmaßungen über ihren Ursprung und so soll dieser gemäß einer alten Sage auf der Wölfe blut’ge Hord zurückgehen, die vor urdenklichen Zeiten das Vorgebirge unsicher machte.“